# The Probation Wife
The probation wife és una pel·lícula muda realitzada als Estats Units pel director Sidney Franklin i protagonitzada per Norma Talmadge que també va exercir com a productora. Estrenada el 9 de març de 1919 es tracta d'una adaptació d'una novel·la d'Angie Ousley Rooser.

## Argument
Josephine Mowbray (Norma Talmadge), és una dona feliçment casada que en la primera escena de la pel·lícula està abraçant el seu fill quan li anuncien una visita. Es tracta d'una amiga que cerca consell perquè acaba de descobrir que el seu marit és un faldiller i que flirteja amb una altra dona. Per consolar-la ella li diu que li explicarà la història d'una noia (en realitat és la seva pròpia història i la pel·lícula fa un flashback cinc anys enrere).
Li explica com una pobre noia orfe va ser criada en un tuguri d'alcohol i prostitució dels barris baixos per una dona freda i calculadora que l'obligava a robar els diners dels clients. Una nit es presenta en el local el famós novel·lista Harrison Wade (Thomas Meighan) amb la seva xicota Nina (Florence Billings) i Peter Marr (Walter McEwen), un amic milionari. Enfadat pels flirtejos de la seva xicota amb el milionari, Harrison es barreja entre la multitud i coneix Jo. En aquell moment un home agafà un violí i toca una peça de Massenet. Jo, li diu que és la música més bonica que ha sentit mai i Harrison s'adona que aquella noia no hauria d'estar en aquell local. Per això li dona un feix de bitllets tot dient-li que l'ajudarà a aconseguir tornar a començar i fugir d'aquell ambient. Malauradament la persona que la controla els el pren.
Nina abandona Harrison i es casa amb Peter Marr, tot i que en una nota de comiat li diu que ell és l'únic home que estima. Ell decideix passar un any fora. Mentrestant, es produeix una batuda de la policia en el local i Jo és enviada a un reformatori del qual escapa per anar en tren a la ciutat. En el tren es troba Harrison i el reconeix. Allà la policia està a punt de trobar-la però ell s'ofereix de casar-s'hi per tal de protegir-la. Ell diu que només serà un matrimoni de paraula per tal de donar-li un nom i així evitar que hagi de tornar al reformatori. Jo accepta amb el compromís que als pocs mesos es divorciaran.
Temps després de casats, la parella viu junta però sense mantenir relacions. Nina apareix de nou i vol conquerir de nou Harrison, ja que no és feliç en el seu matrimoni, i com que no contesta els seus missatges es presenta a casa seva on descobreix que s'ha casat. Tot i això Nina continua intentant conquerir Harrison.
Harrison surt tot sovint sol als vespres i Jo descobreix per una nota que queda amb Nina. En aquell moment truca l'editor i amic de Harrison, Huntley McMerton (Alec B. Francis), i ella li confessa les seves penes. Huntley l'aconsella que faci que el seu marit se senti gelós. Per això tots dos van a sopar junts al mateix restaurant que Harrison un parell de vegades i el marit explota de gelosia tractant l'editor de pocavergonya i li diu a la seva dona que si sabés com l'estima no el tractaria així. Jo i Huntley expliquen a Harrison l'engany i la parella és feliç.
Retorn del flashback. Les dues dones, amb el nen de Jo en braços de la mare, s'acomiaden i la dona marxa disposada a actuar de la mateixa manera que la seva amiga.

## Repartiment
- Norma Talmadge (Josephine Mowbray)
- Thomas Meighan (Harrison Wade)
- Florence Billings (Nina Stockley)
- Alec B. Francis (Huntley McMerton)
- Walter McEwen (Peter Marr)
- Amelia Summerville (Eunice Galway)
- A. Brooke (advocat)
- S. Liston (Matrona)